# Harry Dittmer
Evert Harry Dittmer (20. prosince 1910 ve Stockholmu – 22. února 2000 ve farnosti Högalid ve Stockholmu) byl švédský fotograf a filmař. Dittmer byl jedním ze zakladatelů skupiny Deset fotografů.

## Životopis
Harry Dittmer byl aktivní především jako fotograf architektury, módy a průmyslu a jako takový byl samouk. V letech 1930–1939 pracoval jako reklamní fotograf v ateliérech Esselte ve Stockholmu. Od roku 1945 měl vlastní Studio Dittmer, které v roce 1958 prodal svým kolegům v Tio Fotografer. Jako důchodce začal malovat.
Dittmer je pohřben na hřbitově Skogskyrkogården ve Stockholmu.

## Vybraná bibliografie
- Spanien -land i svart och vitt. Inledning av Sixten Lundbohm. Nordisk Rotogravyr 1954.
- På Don Quijotes vägar. Text av Mårten Edlund. Almqvist & Wiksell 1958.

## Filmy pro televizi
- Hannah Ryggen - bildväverska (1963)
- Dolls and Design (1966)